# Tierärztin Dr. Mertens
Tierärztin Dr. Mertens ist eine deutsche Fernsehserie der ARD, die auf dem gleichnamigen Fernsehfilm von 2002 beruht. Die Serie wird von Saxonia Media und Bavaria Film gemeinsam produziert. Als Hintergrundkulisse dient der Zoo Leipzig, gedreht wird die Serie in Leipzig und Umgebung. Nach dreijähriger Pause wurde die 6. Staffel ausgestrahlt. Am 9. Februar 2021 startete die 7. Staffel. Die durch die COVID-19-Pandemie auf sechs Episoden verkürzte Staffel sollte den Abschluss der Serie bilden. Am 17. Juni 2021 wurde bekannt, dass es wegen der überdurchschnittlichen Quoten der letzten Staffel eine Fortsetzung geben wird. Diese bestand aus 13 weiteren Folgen, die vom 3. Mai bis 29. November 2022 gedreht wurden und vom 11. April 2023 bis 4. Juli 2023 ausgestrahlt wurden. Die Serie wird durch eine 9. Staffel mit 13 weiteren Folgen fortgesetzt, die seit dem 18. März 2025 ausgestrahlt werden. Die neuen Episoden wurden vom 22. Mai 2024 bis Ende November 2024 gedreht.

## Handlung

### Staffel 1
Tierärztin Dr. Mertens spielt im Leipziger Zoo und handelt von der Tierärztin Dr. Susanne Mertens. Im Leipziger Zoo arbeiten Prof. Georg Baumgart als Direktor, Dr. Martin Vogel als Tierarzt, Conrad „Conny“ Weidner als Cheftierpfleger und Annett Melzer als Tierpflegerin. Zu Beginn der Serie wird Prof. Baumgart in den Ruhestand versetzt, sein Nachfolger wird Dr. Reinhard Fährmann, außerdem fängt Prof. Baumgarts Tochter Dr. Susanne Mertens als Assistentin von Dr. Vogel an. Dr. Vogel, der seine Differenzen mit Dr. Fährmann hat und auch nicht mehr der Jüngste ist, kündigt in Folge 3. Daraufhin bekommt Susanne die neue Stelle als Tierärztin. Zum Ende der Staffel wird außerdem Annett, die Tiermedizin studieren möchte, Susannes Assistentin.
Außerdem geht es um Susannes Privatleben. Susanne ist mit Klaus, einem Geschäftsmann, verheiratet und die beiden haben einen gemeinsamen Sohn Jonas. Klaus hält nichts davon, dass Susanne wieder arbeiten geht, außerdem unterhält er eine Beziehung zu seiner Assistentin Alexandra Hendricks. Als Susanne das herausfindet, bringt dies das Fass zum Überlaufen, und sie zieht mit Jonas zu ihren Eltern Georg und Charlotte. Außerdem geht Jonas mit Rebecca Lentz zur Schule, die beiden sind beste Freunde und verbringen auch häufig ihre Freizeit zusammen. Rebecca ist die Tochter des alleinerziehenden Kinderarztes Dr. Christoph Lentz. Durch die Kinder lernen sich auch Susanne und Christoph kennen. Christoph verliebt sich sofort in Susanne und auch Rebecca findet an Susanne als „neue Mutter“ Gefallen, denn ihre „richtige Mutter“ lebt in den USA und sie sehen sich kaum. Im weiteren Verlauf verbringen Christoph und Susanne eine gemeinsame Nacht. Während Rebecca die Beziehung ihres Vaters gut findet, ist Jonas mit der Trennung und den neuen Partnern seiner Eltern überfordert. Nach einem Ausflug von Klaus, Alexandra und Jonas ist Alexandra alles andere als begeistert und fordert Klaus auf, sich zwischen ihr und dem Kind zu entscheiden. Es kommt zur Trennung von Klaus und Alexandra. Klaus möchte seine Ehe mit Susanne retten, doch die möchte die Scheidung. Susanne ist inzwischen glücklich mit Christoph und sucht mit ihm eine gemeinsame Wohnung. Klaus, Alexandra und Jonas versuchen bei einem Zirkusbesuch doch noch zusammen zu finden. Schlussendlich lassen sich Klaus und Susanne scheiden, Klaus kommt wieder mit Alexandra zusammen und Susanne, Christoph und die Kinder ziehen zusammen.

### Staffel 2
Mit Frau Wittig, der Sekretärin von Dr. Fährmann, gibt es personellen Zuwachs im Zoo. Dr. Fährmann plant den Zoo um eine drei Fußballfelder große Tropenhalle zu erweitern. Damit findet er jedoch bei Leipzigs Oberbürgermeister Günter Herrenbrück keinen Anklang, denn das Projekt ist zu teuer. Daraufhin beschließt Dr. Fährmann das Land Sachsen mit einzubeziehen und trifft auf die zuständige Staatssekretärin Dr. Lena Weingarten. Diese unterstützt sein Projekt. Durch diesen Schritt fühlt sich Oberbürgermeister Herrenbrück übergangen und beginnt Intrigen gegen Dr. Fährmann zu spinnen. Aus der Zusammenarbeit von Dr. Fährmann und Dr. Weingarten entsteht schließlich eine Liebesbeziehung, welche die beiden unter allen Umständen geheim halten wollen. Schnell erkennt Susanne die Beziehung und bei einem Hotelbesuch auch die Assistentin vom Oberbürgermeister und schließlich auch dieser selbst. Oberbürgermeister Herrenbrück konfrontiert Dr. Fährmann damit, dass die Zusammenarbeit zwischen Dr. Fährmann und Dr. Weingarten keine rein professionelle ist. Daraufhin sieht sich Dr. Weingarten gezwungen die Beziehung zu beenden, um ihren beruflichen Status aufrechtzuerhalten. Oberbürgermeister Herrenbrück versucht Dr. Fährmann als Zoodirektor loszuwerden und hetzt dem Zoo einen Wirtschaftsprüfer auf den Hals. Der Wirtschaftsprüfer, der auf Dr. Fährmanns Seite steht, stellt jedoch fest, dass der Haushalt nicht nur ausgeglichen ist, sondern ein Gewinn erzielt wurde. Auch bei der Vergabe des Projekts Tropenhalle an einen Architekten kann Dr. Fährmann schließlich sein im Bau teureres, aber im Betrieb effizienteres Modell durchsetzen.
Auch in Susannes Privatleben geht es turbulent weiter. Rebecca kommt verspätet und in Begleitung ihrer Mutter aus den USA zurück, wo sie diese besucht hat. Viola Lentz zieht vorübergehend bei der Patchworkfamilie Mertens/Lentz ein und mischt das Familienleben gehörig auf, sie will ihre Tochter und ihren Ex-Mann zurückgewinnen. Später zieht Viola in eine eigene Wohnung und Christoph hilft ihr widerwillig beim Renovieren. Als Christoph gehen möchte, küsst ihn Viola unvermittelt und versucht ihn zu einer gemeinsamen Nacht zu überreden. Christoph lässt Viola einfach stehen. Als Viola mit Rebecca und Jonas in einen Autounfall, an dem Rebecca nicht ganz unschuldig ist, verwickelt wird, wird Rebecca schwer verletzt. Daraufhin beschließt Viola sich zurückzuziehen und zurück in die USA zu fliegen. Außerdem kann sie Rebecca überreden mitzukommen. Am Flughafen überkommen Rebecca Zweifel, ob sie die richtige Entscheidung getroffen hat, so dass sie auf einen Rat ihrer Mutter hin doch in Leipzig bleibt. Diese fliegt alleine in die USA zurück. Klaus möchte seinen Firmensitz nach Berlin verlegen und auch nach Berlin ziehen. Jonas, der dies traurig findet und sich von Susanne zu sehr bemuttert fühlt, geht schließlich gemeinsam mit Klaus nach Berlin, besucht seine Mutter, Rebecca und Christoph aber häufig. Susanne wird von Christoph schwanger. Auch Rebecca und Jonas freuen sich über diese Nachricht. Bei einem Unfall im Zoo, bei dem Susanne von einem austretenden Zebra in den Bauch getreten wird, verliert sie jedoch das Kind. Dies bringt Susannes und Christophs Beziehung abermals fast zum Scheitern.
Susannes Eltern finden neue Beschäftigungen. Georg widmet sich einem Projekt zur Wiederansiedlung von Wölfen und ist daher viel im Wald und auf Vorträgen unterwegs. Charlotte, die viel alleine ist, geht intensiver ihrer Leidenschaft fürs Malen nach. Mit ihren Blumenbildern werden schließlich Servietten bedruckt und mit vielen anderen Bildern entsteht eine Ausstellung. Dramatisch wird es, als Charlotte an Brustkrebs erkrankt und sich partout nicht operieren lassen will. Schließlich kann sie aber doch von ihrer Familie überzeugt werden, dass ihr Leben noch nicht vorbei sein muss. Nach einer erfolgreichen Operation und einer anschließenden Bestrahlung und Reha wird Charlotte wieder ganz gesund.

### Staffel 3
Zu Beginn der Staffel beginnt Annett ihr Tiermedizinstudium und verlässt den Zoo. Ihre Nachfolgerin wird Nicole Sommer, welche bereits fertige Tierärztin und damit eigentlich überqualifiziert ist. Nicole hat schnell eine gute Beziehung zu Dr. Fährmann aufgebaut und kann ihn so als Mentor für ihre Doktorarbeit gewinnen. Außerdem wird aus der beruflichen Beziehung rasch eine Liebesbeziehung. Des Weiteren lässt Nicole keine Gelegenheit ungenutzt, um gegen Susanne zu sticheln, denn Nicole möchte Zootierärztin werden und Susanne aus ihrem Job verdrängen. Annett hat derweil ihr Studium beendet, weil sie merkt, dass dies doch nicht das Richtige für sie ist. Sie möchte wieder im Zoo anfangen, jedoch ist weder die Assistenzstelle noch eine Tierpflegerstelle frei. Als Nicole dann eigenmächtig ein krankes Kamel in den Streichelzoo umsetzt und auch noch falsch behandelt, hat Dr. Fährmann keine Wahl und beendet die berufliche Zusammenarbeit, womit auch die Liebesbeziehung ein jähes Ende findet. Dadurch bekommt Annett dann doch noch ihren alten Job zurück. Frau Wittig fällt derweil durch einen Bandscheibenvorfall aus und wird durch Frau Weber vertreten.

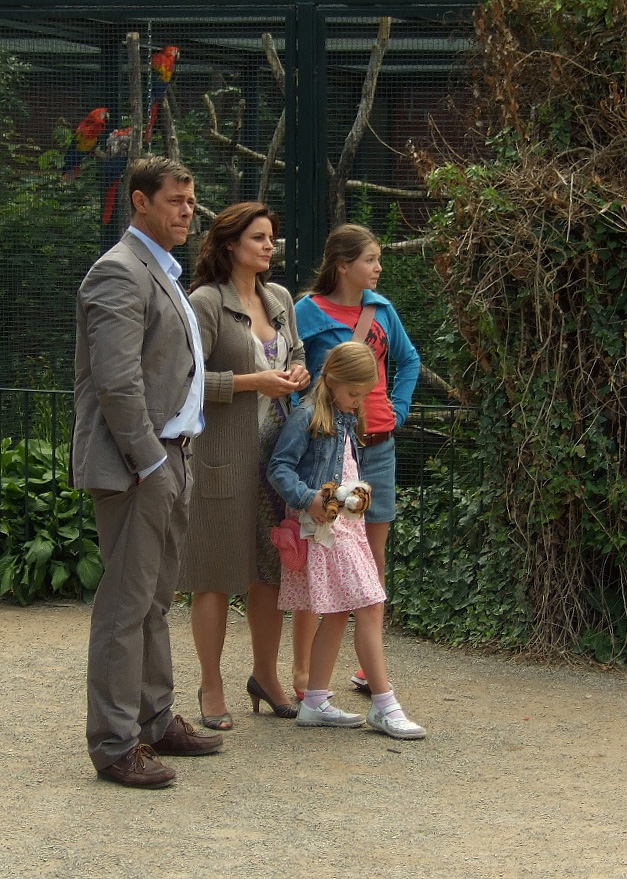
Sven Martinek, Elisabeth Lanz, Paula Hartmann und Elisabeth Böhm im Zoo Leipzig bei Dreharbeiten zur dritten Staffel (2009)

Auch Susannes Privatleben ist von Turbulenzen geprägt. Jonas wohnt inzwischen nicht mehr bei seinem Vater, sondern in einem Berliner Sportinternat, kommt aber weiterhin regelmäßig zu Besuch. Nach der Fehlgeburt versuchen Susanne und Christoph erfolglos ein Kind zu bekommen. Schließlich werden in Susannes Gebärmutter Wucherungen festgestellt, welche eine Schwangerschaft nahezu unmöglich machen. Daraufhin entschließen sich die beiden ein Kind zu adoptieren. Dafür sollten die beiden verheiratet sein und so verloben sie sich. Im weiteren Verlauf werden die beiden wegen zu hohen Alters doch noch von der Adoption ausgeschlossen. Susanne findet im Keller Briefe von einem Dr. Matthias Lentz. Dieser ist Christophs Vater, der wiederum nichts von ihm wissen will und mit Susanne auch nicht darüber sprechen möchte. Als Susanne auf dem Rückweg von Berlin, wo sie Jonas ins Internat gebracht hat, an Magdeburg vorbeikommt, wo Matthias wohnt, sucht sie diesen auf. Dort erfährt Susanne, dass Matthias, ein ehemaliger Kinderarzt, damals mit einer Ausnahmegenehmigung in den Westen gegangen ist und Christoph und seine Mutter zurückgelassen hat, in der Verabredung, dass diese nachkommen würden. Christophs Mutter war aber zu diesem Zeitpunkt bereits mit Matthias’ früherem Chefarzt zusammen und beabsichtigte gar nicht nachzukommen. Am Abend berichtet Susanne Christoph von dem Treffen und dieser ist erstmal gar nicht begeistert. Christoph dachte immer, dass sein Vater eine Freundin hatte und deswegen nicht zurückgekommen ist. Auf Susannes Drängen sprechen sich Christoph und Matthias aus und Rebecca lernt ihren Opa kennen. In der Nacht, bevor Matthias wieder nach Magdeburg gehen wollte, erleidet er einen Herzinfarkt, kann aber von Christoph gerettet werden. Schließlich geht er zurück nach Magdeburg, aber nicht in seine Villa, sondern in ein Altersheim. Auch Matthias kommt häufig zu Besuch, hilft Christoph bei einer Patientin und lernt Charlotte und Georg kennen. Im Krankenhaus lernt Christoph die 6-jährige Luisa Baltrusch kennen. Diese leidet an schwerem Asthma, außerdem sind ihre Eltern alkoholabhängig und sie wurde von ihrem Vater misshandelt. Für Luisa wird vom Jugendamt verzweifelt eine Pflegefamilie gesucht, die mit ihrer Krankheit umgehen kann. Schließlich dürfen Susanne und Christoph Luisa aufnehmen. Als es Luisa plötzlich schlechter geht, wird festgestellt, dass sie ein Loch im Herz hat. Christoph kann mit dem Rat seines Vaters Luisa erfolgreich operieren. Später entscheidet das Gericht, dass Luisa wieder zurück zu ihren Eltern muss, obwohl diese den Entzug abgebrochen haben. Luisas Mutter sucht verzweifelt Susanne auf und beichtet ihr, dass sie und Luisa vom Kindsvater misshandelt werden und dass sie mit Luisa auch nicht so gut zurechtkommt. Sie sieht, dass Luisa glücklich ist und möchte, dass diese bei Susanne bleibt. Nach einigem Zögern sagt Luisas Mutter schließlich gegen ihren Mann aus, diesem wird das Sorgerecht entzogen. Außerdem gibt sie Luisa zur Adoption frei, damit diese später von Susanne und Christoph adoptiert werden und für immer bei ihnen bleiben kann. Im weiteren Verlauf wird Christoph zum Chefarzt befördert. Schließlich wollen Susanne und Christoph heiraten, die Hochzeit wurde von Charlotte, Georg und Viola organisiert. Aufgrund einer Wundinfektion bricht Susanne im Standesamt zusammen und muss im Krankenhaus behandelt werden. Damit fällt die Hochzeit aus.
Charlotte hat inzwischen ein Kunststudium aufgenommen. Während dieses Studiums unternimmt sie eine Studienfahrt nach Italien. In dieser Zeit reist Georg nach China, denn er ist von Dr. Fährmann als Zookurator mit halber Stelle eingestellt worden. Charlotte und Georg, die ihren vierzigsten Hochzeitstag feiern, beschließen ihr Jawort zu erneuern.

### Staffel 4
Oberbürgermeister Herrenbrück genehmigt dem Zoo einen Vollzeitkuratoren und möchte dazu Dr. Tom Berkhoff einstellen. Dr. Berkhoff soll als Spitzel fungieren und für Kosteneinsparung und die Kündigung Dr. Fährmanns sorgen, Berkhoff lässt sich aber auf Herrenbrücks Forderungen nicht ein. Dr. Fährmann hingegen möchte an Georg Baumgart festhalten. Schließlich entscheidet sich der Aufsichtsrat aber für Dr. Berkhoff. Schnell verliebt sich Annett in Tom, doch dieser hat nur Augen für Susanne. Dr. Fährmann möchte das Projekt Therapiezoo mit Tom und Christoph voranbringen, dazu soll Christoph ein Konzept ausarbeiten. Dieses Konzept entsteht mit der Unterstützung von Matthias und Georg. Als Dr. Fährmann dann das Konzept beim Aufsichtsrat vorstellt, bekommt er aber nicht die nötige finanzielle Unterstützung. Schließlich wird dazu ein Verein gegründet, der sich über Spendengelder finanziert. Als bei einer Untersuchung eine Quittung über 90.000 € auftaucht, aber nur 9.000 € überwiesen wurden, wird Dr. Fährmann Veruntreuung unterstellt, was zu seiner Beurlaubung führt. Dr. Berkhoff wird daraufhin kommissarischer Zoodirektor. Für weitere Untersuchungen wird schließlich Dr. Fährmanns Haus und Auto durchsucht, dabei taucht die richtige Quittung auf und die andere stellt sich als fehlerhaft heraus. Dr. Fährmanns Beurlaubung hingegen wird erst auf Drängen von Dr. Berkhoff aufgehoben. Zum Ende der Staffel verlässt Dr. Berkhoff den Zoo schließlich wieder, nicht zuletzt auch aus privaten Gründen, und geht für ein Tierschutzprogramm gegen Wilderer nach Afrika. Schließlich kann Dr. Fährmann den Aufsichtsrat doch noch von Georg Baumgart als Kurator überzeugen.
Privat kommt Susanne von der Reha aus dem Elbsandsteingebirge zurück. Jonas ist derweil in ein Sportinternat in London gezogen, auch Klaus wohnt inzwischen mit seiner neuen Freundin in London. Rebecca hat in Theo Sander ihre erste große Liebe gefunden. Dass Rebecca mit Theo schlafen möchte, führt zu Streitereien mit ihrem Vater Christoph. Matthias ist unglücklich im Altersheim und zieht wieder bei Susanne und Christoph ein. Susanne sucht neue Herausforderungen und beginnt bei Tom Berkhoff, der gleichzeitig an der Uni unterrichtet, ein Ornithologie-Aufbaustudium. Christoph hat in der Klinik zu kämpfen, als ein Junge nach einer Blinddarmoperation ins Koma fällt. Weil Christoph keine Erklärung für das Koma findet, verliert er seinen Chefarztposten und der Junge wird auf Wunsch der Eltern in ein anderes Krankenhaus verlegt. Christoph versucht unterdessen mit Matthias’ Hilfe herauszufinden, warum der Junge noch immer im Koma liegt, und das gelingt ihnen schließlich auch. Der Junge wacht wieder auf und Christoph bekommt seinen Posten zurück. Susanne fühlt sich immer mehr von Tom Berkhoff angezogen, welcher sich in sie verliebt hat. Auch Christoph merkt, dass Susanne Gefühle für Tom hegt, was zu einer schweren Beziehungskrise führt. Obwohl sie versucht die Gefühle nicht zuzulassen, kommt es schließlich doch zu einem Kuss und später auch zu einer gemeinsamen Nacht. Christoph hält das alles nicht mehr aus und zieht erst aufs Sofa, dann ins Gästezimmer und schließlich in die Klinik. Darunter leidet vor allem Luisa. Während Tom um Susanne kämpft, versucht diese einen Schlussstrich unter die Beziehung zu ziehen. Schließlich akzeptiert Tom, dass Susanne nicht zu haben ist, und diese beginnt, um Christoph zu kämpfen. Nach mehreren Gesprächen und einem gemeinsamen Abendessen versöhnen sich Susanne und Christoph wieder und Christoph zieht auch wieder in das gemeinsame Haus zurück. Christoph bekommt von seiner Klinik ein Forschungsangebot, er soll als Teamleiter in Brasilien an einer Malariaimpfung für Kinder forschen. Christoph ist hin- und hergerissen, einerseits ist es eine große Chance und ein großer Traum von ihm, an solch einer Impfung zu forschen, andererseits hat er sich gerade erst wieder mit Susanne versöhnt und möchte sich ungerne schon wieder von ihr trennen. Letzten Endes nimmt Christoph das Angebot an, nachdem man ihm angeboten hat, vieles über Videokonferenzen anstatt Reisen nach Brasilien zu lösen. Susanne beendet erfolgreich ihr Aufbaustudium.
Rebecca und Luisa versuchen ihren Opa Matthias zu verkuppeln, da dieser sich ständig in alles einmischt und scheinbar zu viel Zeit hat. Schließlich verliebt dieser sich in Ursula Rose, die Besitzerin eines Restaurants ist. Charlotte möchte ihre Bilder ausstellen, findet aber keine Galerie, die diese ausstellen möchte. Daher beschließen Charlotte und Georg eine eigene Galerie zu eröffnen. Zu diesem Zweck kaufen sie eine alte Lagerhalle. Um die Bauarbeiten finanzieren zu können, nehmen Charlotte und Georg eine Hypothek auf ihr Haus auf. Da den beiden trotzdem das Geld auszugehen droht, kündigen sie sämtliche Verträge mit den Handwerkern und versuchen den Umbau mit eigenen Händen zu stemmen. Als Charlotte und Georg dann noch Altöl in den Böden finden, stehen sie endgültig vor dem finanziellen Ruin. Ihr Haus soll zwangsversteigert werden. Vorerst können sie aber durch finanzielle Unterstützung von Christoph gerettet werden. Die Lagerhalle, die unter den Umständen keiner kaufen möchte, werden Charlotte und Georg schließlich trotzdem wieder los. Durch die Aussage eines früheren Arbeiters stellt sich heraus, dass der Vorbesitzer von dem Altöl wusste, diese Tatsache aber im Kaufvertrag verschwiegen hat. Schließlich findet Charlotte doch noch eine etwas andere Galerie. Matthias hat organisiert, dass die Bilder von Charlotte im Restaurant seiner Freundin Ursula ausgestellt und verkauft werden. Dadurch und dadurch, dass Georg die Kuratorenstelle doch noch bekommen hat, können Charlotte und Georg auch die Hypothek auf ihr Haus abbezahlen. Die Staffel endet damit, dass Matthias Ursula einen Heiratsantrag macht, den diese annimmt.

### Staffel 5
Dr. Susanne Mertens ist inzwischen kommissarische Zoodirektorin und eröffnet zusammen mit Oberbürgermeister Günter Herrenbrück die neue Tropenhalle. Das passiert in Erinnerung an den bisherigen Zoodirektor Dr. Reinhard Fährmann, welcher bei einem Unfall in Afrika ums Leben gekommen ist. Außerdem sucht Herrenbrück einen Nachfolger und führt mit Susanne Vorstellungsgespräche. Susanne findet keinen der Kandidaten geeignet, trotzdem stellt Herrenbrück Dr. Roman Blum ein. Mit Dr. Blum weht ein neuer Wind im Leipziger Zoo, denn dieser ist streng, teilweise ungerecht und cholerisch. Außerdem leidet Dr. Blum an Multipler Sklerose, möchte dies aber unbedingt geheim halten. Schließlich findet aber Frau Weber eine Medikamentenschachtel in Dr. Blums Mülleimer und erzählt Susanne davon. Diese kennt das Medikament und wird so erste Mitwisserin. Als Dr. Blum dies erfährt, versetzt er Frau Weber an die Kasse des Zoos. Das lässt diese sich aber nicht gefallen und kündigt. Nicht zuletzt Dr. Blums Führungsstil sorgte auch dafür, dass bereits Georg Baumgart sein Amt als Zookurator niederlegte und den Zoo verließ. Als Nachfolgerin für Frau Weber stellt Dr. Blum Clara Baldin ein, welche nicht nur als Sekretärin, sondern vor allem als Pressereferentin arbeitet. Am Ende der Staffel entscheidet sich Dr. Blum, offen mit seiner Krankheit umzugehen und gesteht auch Oberbürgermeister Herrenbrück die Wahrheit. Dieser wirft ihn aber nicht wie erwartet raus, sondern stellt sich hinter ihn und seine Arbeit. Annett beginnt eine Weiterbildung zur Tierpflegemeisterin, schließt diese aber nicht ab, da sie aufgrund von Prüfungsangst nicht an der Abschlussprüfung teilnimmt.
In Susannes Privatleben geht es ebenfalls drunter und drüber. Christoph kommt von einer seiner Brasilienreisen zurück und gesteht, sich in eine Kollegin verliebt zu haben. Daraufhin schmeißt Susanne Christoph raus und dieser zieht in ein Hotel. Weil Susanne das Haus finanziell nicht halten kann, zieht sie mit Luisa und Jonas in eine neue Wohnung. Vor allem Luisa macht die Trennung schwer zu schaffen, denn wieder mal scheint ihre Familie zu zerbrechen. Ihre Noten werden schlechter und sie bekommt Nachhilfe, anfangs von Charlotte, später von einer professionellen Nachhilfelehrerin. Luisa entschließt sich ihre leiblichen Eltern zu suchen und Kontakt mit diesen aufzunehmen. Das gelingt ihr schließlich auch und sie ist immer wieder zu Kurzbesuchen bei ihren Eltern, was sie glücklich macht. Allerdings verheimlicht sie Susanne, dass sie bei ihren Eltern ist und lässt diese glauben, dass Susanne davon weiß und damit einverstanden ist. Als Susanne ebenfalls Luisas Eltern aufsucht, trifft sie dort auf Luisa. Nach der anfänglichen Enttäuschung, dass Luisa ihr die Besuche verheimlicht, genehmigt sie ihr aber auch längere Besuche und Übernachtungen. Bei ihrem ersten längeren Aufenthalt stellt Luisa fest, dass ihre Eltern eigentlich gar nichts mit ihr anzufangen wissen und bricht den Besuch und den Kontakt ab. Rebecca wohnt inzwischen in Amerika und Jonas ist von London zurück nach Leipzig gekommen. Jonas verhält sich abweisend und ausweichend und durch Klaus findet Susanne schließlich heraus, dass dieser wegen Doping des Internates verwiesen wurde. Jonas verliebt sich in Maja und kommt schließlich mit ihr zusammen. Außerdem pflegt er Kontakt zu Kumpels, die kein guter Umgang sind. Jonas nimmt als Beifahrer an einem illegalen Autorennen teil und verunfallt. Dafür wird er vom Gericht zu 80 Sozialstunden verurteilt, die er im Leipziger Zoo abarbeitet. Jonas beginnt sich zu verändern und Perspektiven zu suchen und bricht den Kontakt zu seinen Kumpels ab. Außerdem entscheidet er sich für eine Ausbildung bei der Polizei, mit dem Ziel, später beim SEK arbeiten zu wollen. Maja hingegen möchte nach London ziehen, um dort zu studieren. An den unterschiedlichen Vorstellungen der gemeinsamen Zukunft scheitert schließlich die Beziehung. Christoph möchte seine neue Freundin bei seiner nächsten Brasilienreise heiraten. Susanne sucht einen neuen Ausgleich und entscheidet sich wieder klettern zu gehen. In der Kletterhalle lernt Susanne Paul kennen, mit welchem sie sich daraufhin öfters zum Klettern trifft. Schließlich kommt es zu einem Kuss. Als Christoph von seiner Reise zurückkommt, gesteht er Susanne doch nicht geheiratet zu haben, weil er nicht frei sei, da er immer noch etwas für Susanne empfinde. Am Ende treffen sich Susanne und Christoph mit Luisa und Jonas bei Charlotte und Georg zum gemeinsamen Grillen und feiern Luisas gutes Zeugnis und Jonas’ bestandene Aufnahmeprüfung bei der Polizei.
Nachdem Georg seine Kuratorenstelle aufgegeben hat, widmet er sich wieder einem Projekt zum Schutz der heimischen Wölfe. Charlotte findet in der Leitung einer Selbsthilfegruppe für Krebskranke eine neue Beschäftigung.

### Staffel 6
Dr. Susanne Mertens ist zum zweiten Mal kommissarische Zoodirektorin, denn Dr. Roman Blum hat gekündigt und ist nun in Afrika. Auch Annett Melzer arbeitet nicht mehr für den Zoo, denn sie befindet sich im Mutterschutz. Rebecca ist von Dresden zurück nach Leipzig zu Christoph gezogen. In Dresden hat Rebecca ihre Ausbildung zur Zootierärztin abgebrochen, aufgrund eines Verhältnisses mit dem Mann der dortigen Zoodirektorin. Susanne bietet ihr an, ihre Ausbildung in Leipzig fortzusetzen, was Rebecca auch tut. Sie bleibt allerdings nicht lange, denn es zieht sie weg in den Züricher Zoo. Auch Clara Baldin verlässt den Zoo, auf der Suche nach neuen Herausforderungen. Mit Dr. Amal Bekele ist endlich eine neue Zoodirektorin gefunden und Susanne kann sich wieder auf ihre Arbeit als Tierärztin und die Suche nach einer neuen Assistentin konzentrieren. Dr. Bekele bringt mit Robert Jansen gleich ihren Assistenten mit. Susannes Assistentin wird schließlich die Tierärztin Karoline Schneider, die im Leipziger Zoo ihre Weiterbildung zur Wildtierärztin machen möchte. Dr. Bekele möchte den Zoo auf einem freien angrenzenden Areal um eine Südamerika-Anlage erweitern. Oberbürgermeister Günter Herrenbrück hingegen möchte auf diesem Areal erst ein Hotel und später einen Ferienpark bauen. Schlussendlich kann Dr. Bekele beide Projekte des Oberbürgermeisters verhindern und setzt den Spatenstich für ihre Südamerika-Anlage. Während Susanne auf dem internationalen Kongress für Zoo- und Wildtiere in Dresden die Grundsatzrede hält, halten Karoline und Conny im Leipziger Zoo die Stellung. Unterstützung erhalten sie dabei von Annett, die vorübergehend im Zoo aushilft. Aufgrund eines Fehlers von Karoline, welchen Conny verschweigt, legt Dr. Bekele ihm schließlich nahe zu kündigen, was Conny schweren Herzens auch tut. Derweil muss Dr. Bekele feststellen, dass Conny kaum zu ersetzen ist, und erklärt die Kündigung aufgrund von Formfehlern für unwirksam. Conny nimmt seine Arbeit voller Freude wieder auf. Robert hat ein Geheimnis. Er hat sein Studium abgebrochen, doch dieses war Bedingung für die Zusammenarbeit mit Dr. Bekele. Als Robert sich endlich traut Dr. Bekele die Wahrheit zu sagen, fühlt sich diese hintergangen und entlässt ihn.
Privat hat Susanne sturmfrei, denn Luisa ist für vier Wochen in England in einem Internat und Jonas macht seine Ausbildung bei der Polizei in Chemnitz. Auf einem Benefizkonzert im Leipziger Zoo lernt Susanne den Pianisten Hannes Zoller kennen und fühlt sich zu ihm hingezogen. Schnell entwickelt sich zwischen den beiden eine lose Affäre. Christoph bekommt derweil die Klinikleitung angeboten. Nachdem er in einer Kinderarztpraxis eine Urlaubsvertretung gemacht hat, stellt er fest, dass der Klinikalltag gar nicht mehr das Richtige für ihn ist. So schlägt er nicht nur die Klinikleitung aus, sondern kündigt auch gleich. Außerdem übernimmt er die Kinderarztpraxis mitsamt der Angestellten Tanja Passlack, da der Vorgänger in den Ruhestand gegangen ist. Seitdem Luisa von England zurückgekommen ist, wohnt sie abwechselnd bei Susanne und Christoph. Jonas ist immer wieder zu Besuch in Leipzig und hat eines Tages große Neuigkeiten. Er hat in Chemnitz eine Freundin Marie und erwartet mit ihr Zwillinge. Außerdem hat Jonas seine Ausbildung erfolgreich beendet. Während Susanne auf einem Kongress in Dresden ist, ziehen Jonas und Marie in ihre Wohnung, da Marie sich mit ihren Eltern verkracht hat. Susanne bekommt derweil Jobangebote aus Wien und von Borneo, wobei sie ernsthaft darüber nachdenkt nach Wien zu gehen. Außerdem möchte Hannes, der in Berlin ein Angebot für eine Professur erhalten hat, mit ihr nach Berlin gehen. Bei Marie setzen schließlich die Wehen ein und die Zwillinge Mia und Jakob erblicken das Licht der Welt. Außerdem entscheidet sich Susanne für ihre Familie und gegen die Karriere. Daraus ergibt sich auch die Trennung von Hannes, welchen sie nach Berlin ziehen lässt. Bei Marie und Jonas kriselt es, Marie möchte keine Liebesbeziehung mit Jonas. Trotzdem ziehen die beiden zurück nach Chemnitz zu Maries Eltern, wo Jonas sich eine eigene Wohnung suchen möchte, denn er möchte trotzdem für die Zwillinge da sein. Susanne und Christoph kommen sich wieder näher und verbringen eine Nacht miteinander. Schlussendlich fliegen die beiden nach Spanien, um gemeinsam den Jakobsweg zu gehen.
Während Charlotte nochmal aufblüht und sich zum Ziel setzt das Sportabzeichen zu machen, beschäftigt sich Georg mit seiner Patientenverfügung und seinem Testament. Außerdem trifft Charlotte einen alten Schulfreund wieder, den Galeristen Dietrich Kramer. Dieser ist begeistert von ihrer Kunst und möchte sie in einer Galerie ausstellen. Als Startgebühr dafür, dass Charlottes Bilder ausgestellt werden, möchte Dietrich 100.000 Euro haben. Während Charlotte Feuer und Flamme ist, hadert Georg mit der hohen Summe. Dafür müsste ein Kredit aufgenommen werden und die Baumgarts standen schon einmal kurz vor dem finanziellen Ruin. Als Georg auf dem Weg zur Bank ist, geht er nochmal an Dietrichs Galerie vorbei und beobachtet, wie dieser sich mit einer anderen Künstlerin streitet. Über die Künstlerin findet Georg heraus, dass Dietrich selbst hochverschuldet ist und schon lange keine Ausstellungen mehr gemacht hat. Als Charlotte das erfährt, schämt sie sich einerseits, da sie auf Dietrich reingefallen ist, und ist andererseits erleichtert, dass Georg Dietrich gerade noch rechtzeitig durchschaut hat. Schließlich schreiben beide ihre Patientenverfügungen und das gemeinsame Testament und Charlotte erlangt das goldene Sportabzeichen.

### Staffel 7
Seit den Ereignissen der vorherigen Staffel sind zwei Jahre vergangen. Dr. Amal Bekele sucht verzweifelt einen Nachfolger für Robert, denn bisher hat sie jeden Kandidaten nach kurzer Zeit wieder entlassen. Schließlich weiß sie sich nicht mehr anders zu helfen und möchte Robert doch wieder einstellen. Dieser nimmt das Angebot an. Robert ist inzwischen mit Karoline zusammen. Als Dr. Bekele dies herausfindet, ist sie wenig begeistert über die Beziehung am Arbeitsplatz und stellt Robert vor die Wahl: Job oder Liebe. Robert entscheidet sich für die Liebe, jedoch setzt ihn Dr. Bekele entgegen ihrer Worte nicht wieder vor die Tür. Dr. Bekele befindet sich inzwischen selber in einer Beziehung mit Henry Keane, auf Dr. Bekeles Wunsch hin wissen die beiden nicht viel über einander, so auch nicht, was sie beruflich tun. Dr. Bekele plant den Zoo um eine Achterbahn und einen Freefall-Tower zu erweitern. Dies ruft Tierschützer auf den Plan, so auch ihren Freund Henry. Da die Proteste vor dem Zoo keine gute Werbung sind, möchte auch Oberbürgermeister Günter Herrenbrück, der das Projekt unterstützt, diese so schnell wie möglich beenden. Schließlich lässt sich Dr. Bekele widerwillig auf Verhandlungen ein, eigentlich will sie aber um jeden Preis an ihren Plänen festhalten. Als Vermittler fungiert Georg Baumgart, der sich zusammen mit Oberbürgermeister Herrenbrück, Dr. Bekele, Robert, Susanne und Henry an einen Tisch setzt. Aber auch nach mehrmaligen Verhandlungen und kleinen Annäherungsversuchen an die Demonstranten seitens Dr. Bekele lassen die Proteste nicht nach, an denen sich auch Susannes Pflegetochter Luisa beteiligt. Bei einem gemeinsamen Abschiedsessen, bei dem Henry verkündet Leipzig zu verlassen und in seine Heimat zurückzufliegen, kann er Dr. Bekele doch noch ins Gewissen reden. Dr. Bekele lässt das Projekt Achterbahn und Freefall-Tower fallen, stattdessen möchte sie eine Lagunenlandschaft mit einem komplett verglasten Unterwasserrestaurant bauen. Nachdem Susanne den Zoo verlassen hat, wird Karoline kommissarische Zootierärztin.
Privat plant Susanne zusammen mit Christoph, mit dem sie wieder zusammenwohnt, für ein halbes Jahr nach Borneo zu gehen. Jedoch wird aus diesen Plänen nichts, als sich herausstellt, dass Susanne schwanger ist. Susanne und Christoph wissen erst einmal nicht, was sie davon halten sollen. Zwar wollten sie immer gerne ein gemeinsames Kind, doch sind beide eigentlich nicht mehr in dem besten Alter für so eine Entscheidung. Außerdem haben sie ja schon drei große Kinder. Schließlich entscheiden sich die beiden aber dafür das Kind zu bekommen. Auch macht Christoph Susanne nochmals einen Heiratsantrag, den Susanne annimmt. Als die beiden zum Standesamt fahren, um einen Termin zu vereinbaren, stellt sich heraus, dass der nächste freie Termin erst in vielen Monaten ist. Da die beiden es aber eilig haben, weil die Hochzeit schon einmal nicht geklappt hat, bietet die Standesbeamtin den beiden an, die Trauung sofort zu vollziehen. So verlassen die beiden das Standesamt als Ehepaar.
Luisa ist derweil zur Vegetarierin geworden und engagiert sich für den Tier- und Umweltschutz. Gemeinsam mit Charlotte setzt sie zum Beispiel Zauneidechsen auf einem Gelände aus, auf dem zukünftig eine Mülldeponie gebaut werden soll, um das Projekt dadurch zu verhindern.
Jonas „verliert“ seine Kinder. Nachdem Maries Ex-Freund wieder aufgetaucht ist, stellt sie fest, dass die Kinder diesem ähnlicher sehen als Jonas und dass Jonas wohl nicht der Vater ist. Schließlich wird dies auch durch einen Vaterschaftstest bewiesen. Während Marie wieder mit ihrem Ex-Freund zusammenkommt und so eine glückliche Familie hat, möchte sie, dass Jonas die Kinder nicht mehr sieht, denn zwei Väter würden diese verwirren. Jonas beginnt, um seine Kinder zu kämpfen und versucht sie auch weiterhin zu sehen. Das führt zu immer größerer Gegenwehr von Marie, welche ihn in weiterer Folge wegen Stalkings anzeigt. Susanne und Georg versuchen derweil auf Jonas einzuwirken und ihm klarzumachen, dass er sich überlegen soll, was für die Kinder das Beste ist. Schließlich lässt Jonas schweren Herzens seine Kinder ziehen.

### Staffel 8
Susanne hat eine dramatische Zeit hinter sich. Sie hat nicht nur ihr Baby verloren, sondern auch ihren Ehemann Christoph, der bei einem Autounfall starb. Beruflich arbeitet sie als selbstständige Tierärztin und wird auch immer mal wieder vom Zoo bei Problemfällen hinzugezogen. Zurück an ihren alten Arbeitsplatz, die inzwischen von Zoodirektor Winter geleitet wird, wollte sie eigentlich nicht, überlegt es sich dann aber doch anders, als es finanziell für sie immer schwieriger wird. Als sie Mike Redmann, den Besitzer einer Alpakafarm, näher kennenlernt, freunden sich beide an. Anfangs blockt Susanne zwar ab, weil die Erinnerung an Christoph noch immer sehr stark ist, doch Mikes Hartnäckigkeit zahlt sich am Ende aus und sie geht mit ihm eine Beziehung ein.

## Besetzung

### Hauptdarsteller
Staffeln als Hauptdarsteller (●)
Staffeln als Nebendarsteller (●)
|                           |                                    |                               | Staffel | Staffel | Staffel | Staffel | Staffel | Staffel | Staffel | Staffel | Staffel |           | |
| Schauspieler              | Rollenname                         | Folgen                        | 1       | 2       | 3       | 4       | 5       | 6       | 7       | 8       | 9       | Jahre     | Rollenbeschreibung |
| ------------------------- | ---------------------------------- | ----------------------------- | ------- | ------- | ------- | ------- | ------- | ------- | ------- | ------- | ------- | --------- | --- |
| Elisabeth Lanz            | Dr. Susanne Mertens, geb. Baumgart | 1–                            | ●       | ●       | ●       | ●       | ●       | ●       | ●       | ●       | ●       | 2006–     | Chef-Zootierärztin, ehemalige kommissarische Zoodirektorin, Tochter von Charlotte und Georg, Ex-Frau von Klaus, Witwe von Christoph, Ex-Affäre von Tom Berkhoff, Ex-Freundin von Paul und Hannes Zoller, Mutter von Jonas, Stiefmutter von Rebecca, Pflegemutter von Luisa, Mutter des ungeboren verstorbenen Max                                         |
| Horst Günter Marx         | Klaus Mertens                      | 1–14, 16, 19                  | ●       | ●       |         |         |         |         |         |         |         | 2006–2008 | Ex-Mann von Susanne, Ex-Freund von Alexandra Hendricks, Vater von Jonas zieht mit Alexandra und Jonas nach Berlin, später zu seiner neuen Freundin nach London |
| Ludwig Zimmeck            | Jonas Mertens                      | 1–19, 22, 25–26, 30–31, 37–39 | ●       | ●       | ●       |         |         |         |         |         |         | 2006–2010 | Polizist, Sohn von Susanne und Klaus, Stiefsohn von Christoph, Ex-Freund von Maja und Marie, Freund von Gina, Stiefvater von Mia und Jakob, Bruder des ungeboren verstorbenen Max zog mit seinem Vater und dessen Freundin nach Berlin (ab Folge 19), später in ein Sportinternat (ab Folge 27) und darauf in ein Sportinternat nach London (ab Folge 40) |
| Lennart Betzgen           | Jonas Mertens                      | 54–                           |         |         |         |         | ●       | ●       | ●       | ●       | ●       | 2016–     | Polizist, Sohn von Susanne und Klaus, Stiefsohn von Christoph, Ex-Freund von Maja und Marie, Freund von Gina, Stiefvater von Mia und Jakob, Bruder des ungeboren verstorbenen Max zog mit seinem Vater und dessen Freundin nach Berlin (ab Folge 19), später in ein Sportinternat (ab Folge 27) und darauf in ein Sportinternat nach London (ab Folge 40) |
| Sven Martinek             | Dr. Christoph Lentz †              | 1–86, 91                      | ●       | ●       | ●       | ●       | ●       | ●       | ●       | ●       |         | 2006–2023 | Kinderarzt, ehemaliger Chefarzt im Leipziger Krankenhaus, Sohn von Matthias, Ex-Mann von Viola, Mann von Susanne, Vater von Rebecca, Stiefvater von Jonas, Pflegevater von Luisa, Vater des ungeboren verstorbenen Max stirbt bei einem schweren Motorradunfall Stimmenauftritt in Episode 88                                                             |
| Elisabeth Böhm            | Rebecca Lentz                      | 1–52                          | ●       | ●       | ●       | ●       |         |         |         |         |         | 2006–2013 | Tierärztin in Ausbildung, ehemalige Assistentin von Susanne Mertens, Tochter von Christoph und Viola, Stieftochter von Susanne, Ex-Freundin von Theo Sander zog nach Amerika (ab Folge 53), setzt ihre Ausbildung in Zürich fort |
| Janina Stopper            | Rebecca Lentz                      | 66–69                         |         |         |         |         |         | ●       |         |         |         | 2019      | Tierärztin in Ausbildung, ehemalige Assistentin von Susanne Mertens, Tochter von Christoph und Viola, Stieftochter von Susanne, Ex-Freundin von Theo Sander zog nach Amerika (ab Folge 53), setzt ihre Ausbildung in Zürich fort |
| Gunter Schoß              | Prof. Georg Baumgart               | 1–32, 35–                     | ●       | ●       | ●       | ●       | ●       | ●       | ●       | ●       | ●       | 2006–     | ehemaliger Zoodirektor und Kurator, Mann von Charlotte, Vater von Susanne, Opa von Jonas |
| Ursela Monn               | Charlotte Baumgart                 | 1–32, 35–                     | ●       | ●       | ●       | ●       | ●       | ●       | ●       | ●       | ●       | 2006–     | Künstlerin, Frau von Georg, Mutter von Susanne, Oma von Jonas |
| Michael Lesch             | Dr. Reinhard Fährmann †            | 1–52                          | ●       | ●       | ●       | ●       |         |         |         |         |         | 2006–2013 | ehemaliger Zoodirektor, Ex-Freund von Lena Weingarten und Nicole Sommer stirbt bei einem Unfall in Afrika |
| Thorsten Wolf             | Conrad „Conny“ Weidner             | 1–                            | ●       | ●       | ●       | ●       | ●       | ●       | ●       | ●       | ●       | 2006–     | Cheftierpfleger |
| Anna Bertheau             | Annett Melzer                      | 1–27, 33–65, 72–73            | ●       | ●       | ●       | ●       | ●       | ●       |         |         |         | 2006–2019 | ehemalige Tierpflegerin und Assistentin von Dr. Susanne Mertens beginnt zwischen Folge 28–32 ein Medizinstudium was sie wieder abbricht, geht in den Mutterschutz |
| Jenny Elvers-Elbertzhagen | Nicole Sommer                      | 27–33                         |         |         | ●       |         |         |         |         |         |         | 2009      | Tierärztin, ehemalige Assistentin von Susanne Mertens, Ex-Freundin von Reinhard Fährmann wird aufgrund eines gravierenden Fehlers gekündigt |
| Paula Hartmann            | Luisa Baltrusch/Mertens 1          | 34–52                         |         |         | ●       | ●       |         |         |         |         |         | 2009–2013 | Leibliche Tochter von Lena Baltrusch, Pflegetochter von Susanne Mertens und Christoph Lentz, Ex-Freundin von Isabel |
| Deborah Schneidermann     | Luisa Baltrusch/Mertens 1          | 53–78                         |         |         |         |         | ●       | ●       |         |         |         | 2016–2019 | Leibliche Tochter von Lena Baltrusch, Pflegetochter von Susanne Mertens und Christoph Lentz, Ex-Freundin von Isabel |
| Lilly Wiedemann           | Luisa Baltrusch/Mertens 1          | 79–                           |         |         |         |         |         |         | ●       | ●       | ●       | 2021–     | Leibliche Tochter von Lena Baltrusch, Pflegetochter von Susanne Mertens und Christoph Lentz, Ex-Freundin von Isabel |
| Ralph Herforth            | Dr. Roman Blum                     | 54–65                         |         |         |         |         | ●       |         |         |         |         | 2016      | ehemaliger Zoodirektor, Vater von Julia kündigt und zieht nach Afrika |
| Dennenesch Zoudé          | Dr. Amal Bekele                    | 70–84                         |         |         |         |         |         | ●       | ●       |         |         | 2019–2021 | Zoodirektorin, Ex-Freundin von Henry Keane leitet inzwischen einen Zoo in San Diego |
| Maxine Kazis              | Karoline Schneider                 | 71–84                         |         |         |         |         |         | ●       | ●       |         |         | 2019–2021 | kommissarische Zootierärztin, vormals Zootierärztin in Weiterbildung und Assistentin von Susanne Mertens, Freundin von Robert Jansen ist mit Robert aufs Land gezogen und hat mittlerweile ein Kind mit ihm |
| Dominik Weber             | Jasper Winter                      | 85–                           |         |         |         |         |         |         |         | ●       | ●       | 2023–     | Zoodirektor |
| Neshe Demir               | Dr. Elif Sahin                     | 86–97                         |         |         |         |         |         |         |         | ●       |         | 2023      | Zootierärztin, Tochter von Mehmet wird nach Medikamentenmissbrauch von Susanne zur Kündigung gedrängt |
| Tobias Licht              | Dr. Matteo Berger                  | 98–                           |         |         |         |         |         |         |         |         | ●       | 2025      | Zootierarzt |

### Nebendarsteller
| Schauspieler          | Rollenname               | Bemerkungen | Folgen                                                                        | Staffel(n) | Jahr(e)    |
| --------------------- | ------------------------ | --- | ----------------------------------------------------------------------------- | ---------- | ---------- |
| Simone Hanselmann     | Alexandra Hendricks      | ehemalige Assistentin und Ex-Freundin von Klaus Mertens geht mit Klaus und Jonas nach Berlin                                                 | 1–9, 13                                                                       | 1          | 2006–2007  |
| Dieter Montag         | Dr. Martin Vogel         | ehemaliger Zootierarzt kündigt aufgrund von Differenzen mit Reinhard Fährmann                                                                | 1–3                                                                           | 1          | 2006       |
| Bernd Herold          | Herr Salzgerber          | ehemaliger Oberbürgermeister der Stadt Leipzig                                                                                               | 1, 13                                                                         | 1          | 2006–2007  |
| Wolf Dietrich Rammler | Dr. Mark Hedemann        | Chefarzt im Leipziger Krankenhaus, Chef von Christoph Lentz                                                                                  | 7, 23–25, 32, 35, 38–39, 43, 45, 51–52                                        | 1–4        | 2006–2013  |
| Ramona Kunze-Libnow   | Frau Wittig              | ehemalige Sekretärin von Reinhard Fährmann kuriert einen Bandscheibenvorfall                                                                 | 14–22, 24–25, 27–33                                                           | 2–3        | 2008–2009  |
| Claudine Wilde        | Viola Lentz              | Ex-Frau von Christoph, Mutter von Rebecca zieht zurück in die USA                                                                            | 14–18, 37–38                                                                  | 2–3        | 2008–2010  |
| Frank Sieckel         | Günter Herrenbrück       | Oberbürgermeister der Stadt Leipzig | 15, 18–22, 24–26, 28, 35, 37, 40, 42, 44, 47, 50, 53–55, 58, 61, 63–74, 76–84 | 2–7        | 2008–2021  |
| Alexandra Kamp        | Dr. Lena Weingarten      | Staatssekretärin, Ex-Freundin von Reinhard Fährmann                                                                                          | 18–22                                                                         | 2          | 2008       |
| Hans Peter Korff      | Dr. Matthias Lentz       | ehemaliger Kinderarzt, Vater von Christoph, Opa von Rebecca, Verlobter von Ursula Rose                                                       | 31–33, 36, 39, 42–52                                                          | 3–4        | 2009–2013  |
| Marina Krogull        | Frau Weber               | ehemalige Sekretärin von Reinhard Fährmann, Tom Berkhoff und Roman Blum kündigt                                                              | 34–37, 39–44, 46–58                                                           | 3–5        | 2009–2016  |
| Anne Kanis            | Lena Baltrusch           | Leibliche Mutter von Luisa Baltrusch | 38, 59–62                                                                     | 3, 5       | 2010, 2016 |
| Gregory B. Waldis     | Dr. Tom Berkhoff         | ehemaliger Kurator und kommissarischer Zoodirektor, Ex-Affäre von Susanne Mertens geht für ein Tierschutzprogramm gegen Wilderer nach Afrika | 40–51                                                                         | 4          | 2013       |
| Meo Wulf              | Theo Sander              | Ex-Freund von Rebecca Lentz | 40–44, 46, 49, 51                                                             | 4          | 2013       |
| Christiane Leuchtmann | Ursula Rose              | Verlobte von Matthias Lentz | 51–52                                                                         | 4          | 2013       |
| Soma Pysall           | Maja                     | Ex-Freundin von Jonas Mertens | 54, 56–57, 59, 61, 63–64                                                      | 5          | 2016       |
| Viola Pobitschka      | Clara Baldin             | ehemalige Sekretärin und Pressereferentin von Roman Blum und Susanne Mertens kündigt                                                         | 58–69                                                                         | 5–6        | 2016–2019  |
| Jördis Richter        | Julia Blum               | Tochter von Roman | 60, 65                                                                        | 5          | 2016       |
| Thomas Scharff        | Paul                     | Ex-Freund von Susanne Mertens | 63–65                                                                         | 5          | 2016       |
| Hugo Grimm            | Hannes Zoller            | Pianist, Ex-Freund von Susanne Mertens zieht für eine Professur nach Berlin                                                                  | 67–69, 72–74                                                                  | 6          | 2019       |
| Jonathan Beck         | Robert Jansen            | Assistent von Amal Bekele, Freund von Karoline Schneider ist mit Karoline aufs Land gezogen und hat mittlerweile ein Kind mit ihr            | 70–84                                                                         | 6–7        | 2019–2021  |
| Paula Kroh            | Marie                    | Ex-Freundin von Jonas, Mutter von Mia und Jakob                                                                                              | 71–75, 77–82                                                                  | 6–7        | 2019–2021  |
| Lara-Maria Wichels    | Tanja Passlack           | Arzthelferin in der Kinderarztpraxis von Christoph Lentz                                                                                     | 71–72, 75–77, 79–81, 84                                                       | 6–7        | 2019–2021  |
| Michael Mendl         | Dietrich Kramer          | Galerist, Schulfreund von Charlotte | 74–77                                                                         | 6          | 2019       |
| Pierre Kiwitt         | Henry Keane              | Tierschützer, Ex-Freund von Amal Bekele zieht zurück in seine Heimat                                                                         | 79–84                                                                         | 7          | 2021       |
| Muriel Bielenberg     | Isabel Bickel            | Ex-Freundin von Luisa | 85–89, 91–93, 96                                                              | 8          | 2023       |
| Amelie Hennig         | Gina Harzer              | Schwester von Justin, Freundin von Jonas | 85–                                                                           | 8–         | 2023–      |
| Jona Levin Nicolai    | Justin Harzer            | Bruder von Gina | 85, 89–95                                                                     | 8          | 2023       |
| Matthias Komm         | Mike Redmann             | Betreiber einer Alpaka-Farm, Cousin von Bernd, Vater von Luca, Freund von Dr. Mertens                                                        | 86–                                                                           | 8–         | 2023–      |
| Eva-Lotta Trojandt    | Luca Redmann             | Tochter von Mike | 86–87, 90, 94–97                                                              | 8          | 2023       |
| Mustafa Avkiran       | Dr. Mehmet Sahin         | Vater von Elif | 87, 95, 97                                                                    | 8          | 2023       |
| Martin Laue           | Bernd Lörmann            | Dachdecker, Cousin von Mike | 88–                                                                           | 8–         | 2023–      |
| Jonas Kaufmann        | Philippe „Phil“ Schröder | Praktikant im Leipziger Zoo | 98–                                                                           | 9–         | 2025–      |
| Noel Okwanga          | Nick Conrad              | Veterinär-Student | 98–                                                                           | 9–         | 2025–      |
| Madeleine de le Roi   | Lillith Glaser           | Veterinär-Studentin | 98–                                                                           | 9–         | 2025–      |
| Antonia Breidenbach   | Sina Mayer               | Veterinär-Studentin | 100–                                                                          | 9–         | 2025–      |
| Marzia Tedeschi       | Maria Canonero           | Haushaltshilfe von Charlotte und Georg | 101–                                                                          | 9–         | 2025–      |

## Hintergrund
Tierärztin Dr. Mertens praktizierte erstmals 2002 in einem Fernsehfilm im Leipziger Zoo und war als einmalige abgeschlossene Geschichte gedacht. Aufgrund der hohen Einschaltquote wurde danach eine ganze Serie in Auftrag gegeben, die mit mehr als sechs Millionen Zuschauern zu den erfolgreichsten in der ARD zählt. Viele Rollen wurden für die Serie umbesetzt. So übernahm Elisabeth Lanz die Rolle von Susanne Mertens von Christina Plate. In ihrer Rolle blieben dagegen Ludwig Zimmeck als Jonas Mertens und Horst Günter Marx als Klaus Mertens. Gunter Schoß wechselte die Rolle von Susanne Mertens Vorgesetzten Dr. Vogel hin zu ihrem Vater Georg Baumgart.
2010 wurde ein Special gedreht, bei dem der Zuschauer den Hauptdarstellern und den Tieren beim Dreh vor und hinter der Kamera über die Schulter sehen kann und die Tiertrainer verraten, wie sie Zebras, Schlangen und Uhus ruhigstellen und welche Schweine genau das machen, was man von ihnen verlangt.
Seit Beginn der 3. Staffel 2013 werden die Folgen der Serie für Blinde und Sehbehinderte zusätzlich als Hörfilm ausgestrahlt. 2017 ließ der Mitteldeutsche Rundfunk auch Staffel 1 und 2 mit einer Audiodeskription für Blinde und Sehbehinderte ausstatten und sendete die Folgen im Sonnabend-Vormittagsprogramm. Im Rahmen von Staffel 4 wurde zum ersten Mal eine Folge außerhalb Leipzigs im Elbsandsteingebirge gedreht.

## Produktion und Veröffentlichung
Zu Weihnachten 2011 wurde ein Crossover mit der Fernsehserie In aller Freundschaft ausgestrahlt. In dem 90-minütigen In-aller-Freundschaft-Serienspezial Was wirklich zählt trifft Dr. Susanne Mertens mit Sachsenklinik-Chefarzt Dr. Roland Heilmann (Thomas Rühmann) zusammen. Somit spielen die beiden Serien in einem gemeinsamen Serienuniversum. Durch weitere Crossover im Rahmen von In aller Freundschaft gehören hierzu auch die Serien Heiter bis tödlich: Akte Ex, Verbotene Liebe, Schloss Einstein, Marienhof und das In aller Freundschaft-Spin-off In aller Freundschaft – Die jungen Ärzte.
Die Zoo-Aufnahmen der siebten Staffel entstanden nicht nur, wie üblich, im Zoo Leipzig, sondern auch im Thüringer Zoopark Erfurt, im Zoologischen Garten Halle und im Zoologischen Garten Magdeburg.
| Staffel | Episoden | Dreharbeiten                      | Erstausstrahlung                      | Zuschauer | Marktanteil | DVD-Veröffentlichung |
| ------- | -------- | --------------------------------- | ------------------------------------- | --------- | ----------- | -------------------- |
| 1       | 1–5      | 7. April bis 8. Juli 2005         | 10. Oktober bis 7. November 2006      | 5,84 Mio. | 17,7 %      | 2. März 2007         |
| 1       | 6–13     | 25. April bis 21. August 2006     | 14. November 2006 bis 16. Januar 2007 | 5,84 Mio. | 17,7 %      | 2. März 2007         |
| 2       | 14–26    | 8. Mai bis 5. Dezember 2007       | 15. April bis 22. Juli 2008           | 5,95 Mio. | 21,1 %      | 15. Juli 2008        |
| 3       | 27–33    | 29. Juli bis 17. November 2008    | 6. Oktober bis 17. November 2009      | 6,34 Mio. | 19,5 %      | 15. Dezember 2009    |
| 3       | 34–39    | 16. April bis 17. Juli 2009       | 24. November 2009 bis 19. Januar 2010 | 6,34 Mio. | 19,5 %      | 15. Dezember 2009    |
| 4       | 40–52    | 1. Juni 2010 bis 1. Juni 2011     | 30. April bis 23. Juli 2013           | 5,01 Mio. | 18,2 %      | 4. November 2016     |
| 5       | 53–65    | 26. August 2014 bis 23. Juli 2015 | 23. August bis 22. November 2016      | 4,74 Mio. | 15,5 %      | 4. November 2016     |
| 6       | 66–69    | 5. September bis 27. Oktober 2017 | 10. September bis 10. Dezember 2019   | 4,37 Mio. | 14,4 %      | 13. Dezember 2019    |
| 6       | 70–73    | 10. April bis 5. Juni 2018        | 10. September bis 10. Dezember 2019   | 4,37 Mio. | 14,4 %      | 13. Dezember 2019    |
| 6       | 74–78    | 16. August bis 13. September 2018 | 10. September bis 10. Dezember 2019   | 4,37 Mio. | 14,4 %      | 13. Dezember 2019    |
| 7       | 79–84    | 12. Mai 2020 bis 30. Juli 2020    | 9. Februar bis 23. März 2021          | 4,99 Mio. | 15,2 %      | –                    |
| 8       | 85–97    | 3. Mai 2022 bis 29. November 2022 | 11. April bis 4. Juli 2023            | 4,31 Mio. | 17,0 %      | –                    |
| 9       | 98–110   | 22. Mai bis 28. November 2024     | 18. März bis 24. Juni 2025            | –         | –           | –                    |